# Musée Balakirev
Le musée Balakirev (Музей М. А. Балакирева) est le seul musée au monde consacré au compositeur Balakirev (1836-1910) qui fut à la tête du Groupe des Cinq. Il se trouve à Nijni Novgorod en Russie.

## Description
Le musée se trouve à Nijni Novgorod, rue Proviantskaïa, dans une petite maison banale de bois sans étage, maison natale du compositeur, fils d'un noble désargenté de province, Alexeï Constantinovitch Balakirev  (1809-1869). Mili Balakirev y passa les six premières années de sa vie.

## Histoire

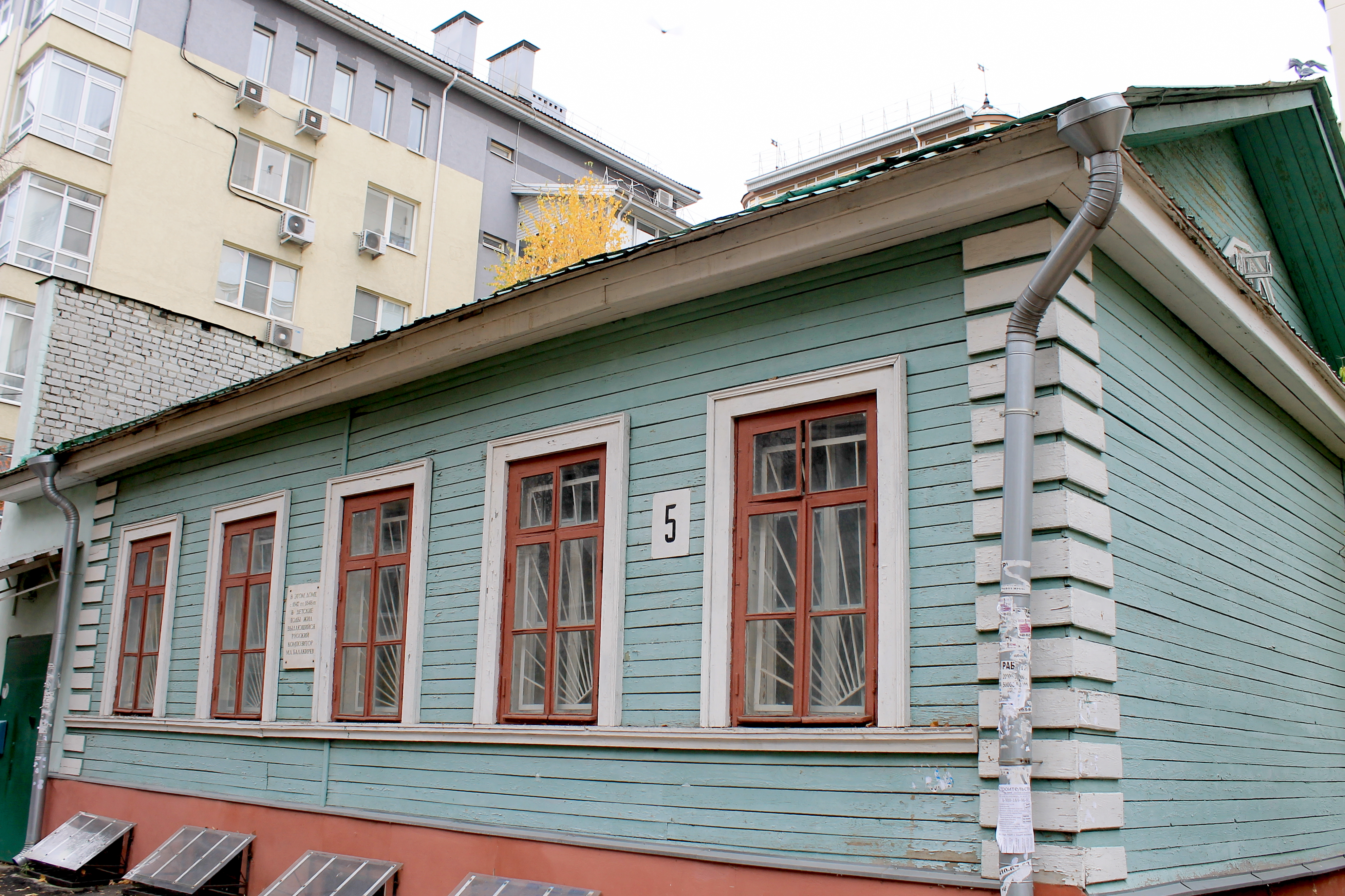
Vue de côté.

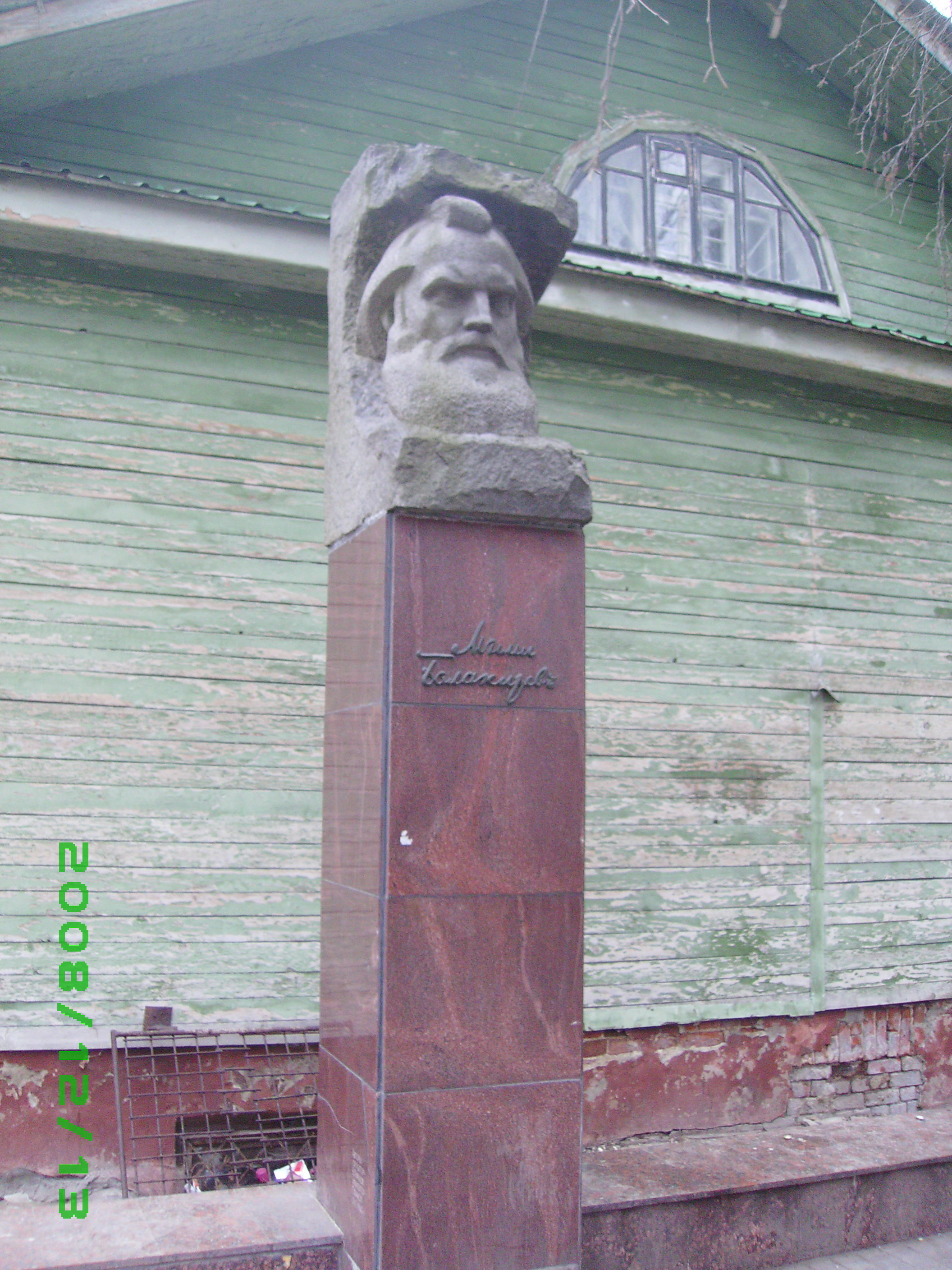
Buste de Balakirev devant le musée.

La maison est entièrement restaurée en 1973 lorsque le musée est établi. On y installe une exposition permanente sur la vie et l'œuvre du compositeur avec l'aide muséographique du musée Gorki. En outre le musée Balakirev accueille l'Union des compositeurs et l'Association chorale de la ville. Des soirées musicales consacrées à Balakirev y sont organisées.
Après restauration, le musée a rouvert en 2018.

## Exposition
Un grand nombre d'objets personnels de Balakirev sont exposés au musée, des instruments de musique, des partitions, etc. Une salle de musique de chambre est ouverte au musée.